# Concilio de Nicea II
El Segundo Concilio de Nicea se celebró del 24 de septiembre al 13 de octubre de 787 en Nicea. Fue convocado por Irene, madre del emperador Constantino VI. Los participantes más destacados de la asamblea fueron Adriano I, los legados papales: el arcipreste romano Pedro y el archimandrita del monasterio griego de san Saba y el patriarca de Constantinopla, llamado Tarasio. Es reconocido por la Iglesia católica, la Iglesia ortodoxa, el luteranismo y la Comunión anglicana, pero rechazado por los calvinistas y la mayor parte de las iglesias evangélicas modernas.
El concilio fue convocado a raíz de la controversia iconoclasta iniciada por el emperador León III el Isáurico en el 726. Los iconoclastas negaban la legitimidad de las imágenes y su culto. La justificación teológica que el II Concilio de Nicea elaboró para la veneración de las imágenes sagradas fue la "traslatio ad prototypum", es decir, que la veneración a la imagen actúa de mera «intermediaria». Y por consiguiente, rechazar esta veneración «llevaría a negar la Encarnación del Verbo de Dios». Se habla de diversas causas en esta postura: cierto esquema todavía monofisita que no había sido totalmente vencido, la influencia musulmana y judía en el imperio de Oriente, el origen sirio del emperador León III, y el deseo de contrarrestar el poder de los monjes, defensores de la iconodulia, doctrina contraria a la iconoclasta. Además los iconoclastas usaban argumentos derivados de la prohibición que en el Antiguo Testamento vetaba la creación de imágenes (cf. Éx 20, 4; Dt 5, 8) o de la filosofía platónica ya que el uso de imágenes implica representar modelos a partir de lo que solo son sombras o reflejos.
Los cánones del concilio permiten hacer una distinción entre el culto dado a Dios (llamado de «adoración» o λατρεία) y la veneración especial tributada a las imágenes (la palabra griega "προσκύνησις", proskýni̱sis que significa "veneración"). Así se evitaban ambos extremos igualmente presentes en la cultura oriental: la adoración de la imagen como si fuera Dios mismo y por otro lado la destrucción de estas por miedo a la idolatría o por motivos de conveniencia y paz.
La intervención de la emperatriz regente Irene fue continua y fuerte. Ella misma presidió los trabajos de la última sesión asegurándose así de que las conclusiones fueran en la línea favorable a las imágenes. Los decretos y cánones fueron promulgados por ella. Sin embargo, las disputas en el interior de la familia imperial a causa de este problema continuaron hasta el emperador Teófilo (842).
Una de las novedades en este Concilio es la baja asistencia de los patriarcas orientales. Sólo asistió el de Jerusalén (que llegó con retraso) y el de Constantinopla. Nicea II declaró no ecuménico el sínodo de Constantinopla del 754, por no haber sido celebrado en comunión con la iglesia de Roma. El concilio fue recibido en Occidente con algunas reservas, debido a la mala traducción latina del griego original de las actas del concilio.

## Medidas
Se aprobaron también 22 medidas disciplinares las cuales se resumen en:
- Canon 1: El clero debe observar los santos cánones que incluyen los apostólicos, los de los seis concilios ecuménicos previos, los de los sínodos particulares que han sido publicados en otros sínodos, y los de los Padres.
- Canon 2: Los candidatos a obispos deben conocer el Salterio de memoria y deben leer con detenimiento, no de forma superficial, todas las Sagradas escrituras.
- Canon 3: Condena el nombramiento de obispos, presbíteros y diáconos por los príncipes seculares.
- Canon 4: Los obispos no han de pedir dinero a su clero: cualquier obispo que por avaricia priva a uno de su clérigos es él mismo depuesto.
- Canon 5: Va dirigido contra los que presumen de haber obtenido preferencias eclesiásticas con dinero, y recuerda el canon apostólico número treinta y los cánones de Calcedonia contra los que compran promociones con dinero.
- Canon 6: Los sínodos provinciales deben celebrarse anualmente.
- Canon 7: Las reliquias han de ser colocadas en todas las iglesias: ninguna iglesia debe ser consagrada si no tiene reliquias.
- Canon 8: Prescribe las precauciones que han de tomarse contra los falsos conversos del judaísmo.
- Canon 9: Todos los escritos contra las imágenes venerables han de ser entregados, para ser encerrados con otros escritos heréticos.
- Canon 10: Contra los clérigos que abandonan sus propias diócesis sin permiso y se convierten en capellanes privados de grandes personajes.
- Canon 11: Cada iglesia y cada monasterio ha de tener su propio ecónomo.
- Canon 12: Contra los obispos y abades que entregan propiedades de la iglesia a señores temporales.
- Canon 13: Las residencias episcopales, monasterios y otros edificios eclesiásticos convertidos a usos profanos han de ser devueltos a su propietario legal.
- Canon 14: Las personas tonsuradas no ordenadas como lectores no deben leer la Epístola o el Evangelio en el púlpito.
- Canon 15: Contra la pluralidad de beneficios.
- Canon 16: El clero no ha de llevar vestidos suntuosos.
- Canon 17: Los monjes no han de salir de sus monasterios para construir otras casas de oración sin tener los medios para hacerlo.
- Canon 18: Las mujeres no han de vivir en las casas de los obispos o en los monasterios de hombres.
- Canon 19: Los superiores de Iglesias y monasterios no han de pedir dinero a los que entran en el estado clerical o monástico. Pero la dote traída por un novicio a una casa religiosa debe retenerse en dicha casa si el novicio la abandona sin ninguna falta por parte del superior.
- Canon 20: Prohíbe los monasterios dobles.
- Canon 21: Un monje o monja no debe abandonar un convento para irse a otro.
- Canon 22: Entre los laicos, personas de distintos sexos pueden estar juntas, siempre que den gracias y se comporten con decoro. Pero entre los religiosos, los de sexos opuestos pueden comer juntos solo en presencia de varios hombres y mujeres temerosos de Dios, excepto en un viaje cuando la necesidad obliga.